# Finkenberg (Západolužická pahorkatina a vrchovina)
Finkenberg (česky Pěnkaví vrch) je kupa s nadmořskou výškou 415 m nacházející se na území města Sebnitz ve spolkové zemi Sasko. Z geomorfologického hlediska náleží vrch k okraji Západolužické pahorkatiny a vrchoviny. Zalesněný vrchol s převahou smrku ztepilého (Picea abies), který doplňují listnaté stromy, leží na severním okraji zástavby města. Jižní, jihovýchodní a východní svahy jsou příkré, z velké části zastavěné. Sahají až k řece Sebnici, podél které se rozkládá evropsky významná lokalita Lachsbach- und Sebnitztal. Na severu hraničí Finkenberg s Gerstenbergem (533 m), na západě pak s Hasenbergem (401 m) a na jihozápadě s Hornbergem (346 m). Sedlo mezi Finkenbergem a Gerstenbergem tvoří zčásti česko-německou státní hranici. Geologické podloží tvoří granodiorit: převažuje lužický, ve vrcholové části dvojslídý. Prokázaná je také žíla doleritu. Přes vrchol vede zelená turistická stezka, na kterou navazuje modrá. Asi 100 metrů východně od vrcholu stojí hostinec Finkenbaude, na severním svahu pak nemocnice Sächsische Schweiz Klinik. V zástavbě jižních, jihovýchodních a východních svahů se nachází celá řada památkově chráněných budov. K nejvýraznějším patří kostel Povýšení svatého Kříže nebo budova železniční stanice Sebnitz. Přes Finkenberg vedou železniční trati Rumburk–Sebnitz a Budyšín – Bad Schandau.